# Хронологија Народноослободилачке борбе август 1942.
Хронолошки преглед важнијих догађаја везаних за Народноослободилачку борбу народа Југославије, који су се десили током августа месеца 1942. године:
| ← јул | ← јул | ← јул | ← јул | ← јул | ← јул | ← јул | ← јул | ← јул | Хронологија Народноослободилачке борбе у 1942. | Хронологија Народноослободилачке борбе у 1942. | Хронологија Народноослободилачке борбе у 1942. | Хронологија Народноослободилачке борбе у 1942. | Хронологија Народноослободилачке борбе у 1942. | Хронологија Народноослободилачке борбе у 1942. | Хронологија Народноослободилачке борбе у 1942. | Хронологија Народноослободилачке борбе у 1942. | Хронологија Народноослободилачке борбе у 1942. | Хронологија Народноослободилачке борбе у 1942. | Хронологија Народноослободилачке борбе у 1942. | Хронологија Народноослободилачке борбе у 1942. | Хронологија Народноослободилачке борбе у 1942. | Хронологија Народноослободилачке борбе у 1942. | Хронологија Народноослободилачке борбе у 1942. | септембар → | септембар → | септембар → | септембар → | септембар → | септембар → | септембар → |
| 1     | 2     | 3     | 4     | 5     | 6     | 7     | 8     | 9     | 10                                             | 11                                             | 12                                             | 13                                             | 14                                             | 15                                             | 16                                             | 17                                             | 18                                             | 19                                             | 20                                             | 21                                             | 22                                             | 23                                             | 24                                             | 25          | 26          | 27          | 28          | 29          | 30          | 31          |

### 2. август
- У околини Шековићима, наредбом Врховног штаба НОП и ДВЈ, формирана Шеста пролетерска источнобосанска ударна бригада. Бригада је формирана од Групе ударних источнобосанских батаљона, која је формирана 10. маја 1942, од бораца из Романијског, Мајевичког и Зеничког партизанског одреда. На дан формирања бригада је имала три батаљона, са око 620 бораца. Командни састав бригаде су чинили — Војо Љујић командант, Цвијетин Мијатовић политички комесар, Перо Косорић заменик команданта, Авдо Хумо заменик политичког комесара и Предраг Марковић Алимпије начелник Штаба. Бригада је за заслуге у току Народноослободилачког рата одликована Орденом народног хероја.[1][2]
- У селу Бошњацима код Санског Моста, наредбом Оперативног штаба НОП и ДВ за Босанску крајину, од два батаљона Другог крајишког партизанског одреда и Ударног батаљона Првог крајишког партизанског одреда, формирана Друга крајишка ударна бригада. На дан формирања бригада је имала три батаљона, са око 1.000 бораца. Командни састав бригаде су чинили — Ратко Мартиновић командант, Нико Јуринчић политички комесар, Ђурин Предојевић заменик команданта и Душан Мисирача, заменик политичког комесара.[1][3]

### 10. август
- У близини села Шујице, код Купреса, наредбом Врховног команданта НОП и ДВЈ Јосипа Броза Тита, од бораца из Херцеговачког партизанског одреда и Мостарског партизанског батаљона, формирана је Десета херцеговачка ударна бригада. На дан формирања бригада је имала три батаљона, са око 620 бораца. Командни састав бригаде су чинили — Владо Шегрт командант, Чедо Капор политички комесар, Владо Томановић заменик команданта, Васо Мискин Црни заменик политичког комесара и Раде Хамовић начелник Штаба. Бригада је за заслуге у току Народноослободилачког рата одликована Орденом народног хероја.[1][4][5]

### 11. август
- У току ноћи 11/12. августа партизанске снаге, у чијем саставу су биле — Друга пролетерска, Четврта пролетерска црногорска, Десета херцеговачка бригада и делови Треће пролетерске санџачке бригаде и Трећег крајишког партизанског одреда извршили први неуспели напад на Купрес. Партизанске снаге је чинило 13 батаљона укупне јачине око 2.000 бораца, док се у граду налазио утврђени усташки гарнизон, са око 1.500 усташа из Црне легије и месних усташких јединица, као и батерија топова. Партизани су успели да савладају спољашњу одбрану места, а две чете су чак успеле да продру у град, али су их у зору усташке снаге, потпомогнуте авијацијом и снагама из Бугојна, противнападом одбиле. Обе стране су имале велике губитке, а током битке су погинули и познати крајишки партизански команданти — Симо Шолаја (1905—1942) и Душан Метлић (1912—1942), народни хероји.[1][6][7]

### 13. август
- У току ноћи 13/14. августа партизанске снаге под командом Оперативног штаба купрешких снага, у чијем су саставу биле — Прва крајишка, Друга пролетерска, Четврта пролетерска црногорска, Десета херцеговачка бригада и делови Треће пролетерске санџачке бригаде и Трећег крајишког партизанског одреда, поновили неуспели напад на Купрес. Партизанске снаге, у поновном нападу, је чинило 16 батаљона јачине око 2.400 бораца. Фронтални партизански јуриш је био заустављен пред рововима на ивици града. Упорним нападима усташке снаге су из града избациле делове Прве крајишке и Четврте црногорске бригаде, а потом одбациле остале партизанске снаге. Обе стране су у поновном нападу имале велике губитке — усташе су имале 135 избачених из строја, од чега 33 мртвих, а партизанске снаге 240 избачених из строја, од чега 98 погинулих. Највеће губитке претрпела је Четврта пролетерска бригада, која је имала 73 погинулих бораца, међу којима је било петоро народних хероја — заменик команданта бригаде Шпиро Мугоша (1904—1942), политички комесари чета Машо Бргуљан (1911—1942) и Секуле Поповић (1911—1942), десетар Јелица Машковић (1924—1942) и пушкомитраљезац Ђуро Петровић (1914—1942).[1][8][9][10][11][12]

### 14. август
- Шеста источнобосанска ударна бригада покушала да се пребаци преко планине Коњух и да се поред Живиница и Тузле пребаци на Мајевицу. На северним падинама Коњуха, у близини села Миљковац, бригада се налазила на одмарању и била нападнута од делова Кладањског батаљона усташке Муслиманске милиције. У борбама вођеним све до 17. августа бригада је успела да одбије напад и да се врату у Шековиће. У овим борбама су 14. августа страдали — командир Муслиманске чете Ударног батаљона Митхат Хаћам (1917—1942) и политички комесар Осме чете Другог батаљона Јосип Јовановић (1917—1942), народни хероји.[1][13][14]

### Средина августа
- Одлуком Врховног штаба НОП и ДВ Југославије проглашени су први народни хероји:[15]

Раде Кончар (1911—1942), секретар КП Хрватске и организатор партизанских одреда у Хрватској и Далмацији, стрељан од италијанских фашиста 22. маја;
Саво Беловић (1904—1942), командант Столачког партизанског батаљона, погинуо у борби с Италијанима у току маја;
Данило Солдатић (1911—1942), командир чете у Столачком партизанском батаљону, погинуо у борби с Италијанима 17. маја;
Анте Јонић (1911—1942), командант Првог ударног батаљона средње Далмације, погинуо у борби с Италијанима 5. августа;
Шпиро Мугоша (1904—1942), заменик команданта Четврте црногорске бригаде, погинуо у другом нападу на Купрес 13. августа;
Младен Стојановић (1896—1942), начелник Оперативног штаба НОП одреда Босанске крајине, убијен од четника 2. априла;
Симо Шолаја (1905—1942), командант партизанског батаљона „Пелагић”, погинуо у првом нападу на Купрес 11. августа;
Ђуро Петровић (1914—1942), борац-пушкомитраљезац у Четвртој црногорској бригади, погинуо у другом нападу на Купрес 13. августа и
Здравко Челар (1917—1942), командант Пролетерског батаљона Босанске крајине, стрељан од четника у току јула.

### 18. август
- У затвору у Птују, од последица тортуре умро Јоже Лацко (1894—1942), члан ЦК КП Словеније и један од организатора устанка у птујском срезу. Он је био ухапшен 11. августа у околини Птуја, након разбијања његове чете. После рата је проглашен за народног хероја.[16][17]

### 19. август
- У Лаудоновом гају, у близини села Бунића, код Коренице, наредбом Главног штаба НОП и ДВ Хрватске, од партизанских батаљона „Стојан Матић“, „Огњен Прица“, „Мићо Радаковић“ и Ударног батаљона Групе НОП одреда за Лику, формирана је Друга бригада Прве оперативне зоне Хрватске (касније Друга личка пролетерска ударна бригада). На дан формирања бригада је имала четири батаљона, са око 1.200 бораца. Командни састав бригаде су чинили — Мићун Шакић командант, Петар Бабић политички комесар, Лазо Радаковић заменик команданта и Богдан Вујиновић заменик политичког комесара. Од новембра 1942. па до краја рата бригада се налазила у саставу Шесте личке дивизије. Бригада је за заслуге у току Народноослободилачког рата одликована Орденом народног хероја.[18][19][20]

### 20. август
- У селу Горњи Будачки, на Кордуну, наредбом Главног штаба НОП и ДВ Хрватске, од бораца из Првог и Другог батаљона Кордунашког партизанског одреда и Омладинског батаљона „Јожа Влаховић”, формирана је Трећа ударна бригада Хрватске (касније Четврта кордунашка ударна бригада). На дан формирања бригада је имала три батаљона, са око 800 бораца. Командни састав бригаде су чинили — Никола Видовић командант, Миле Мартиновић политички комесар, Станко Габрић заменик команданта и Владо Новаковић заменик политичког комесара. Од новембра 1942. па до краја рата бригада се налазила у саставу Осме кордунашке дивизије.[18][21]

### 22. август
- У селу Каменици, код Дрвара, наредбом Оперативног штаба НОП и ДВ за Босанску крајину, од два батаљона Петог крајишког партизанског одреда, формирана Трећа крајишка ударна бригада. Бригада је на дан формирања имала два батаљона. Командни састав бригаде су чинили — Никола Карановић командант, Симо Тадић политички комесар, Владо Бајић заменик команданта и Милош Баук заменик политичког комесара. Од новембра 1942. па до краја рата бригада се налазила у саставу Прве пролетерске дивизије. Бригада је за заслуге у току Народноослободилачког рата одликована Орденом народног хероја.[1][22][23]

### 24. август
- На Фрушкој гори, од 24. до 31. августа, немачке и усташко-домобранске снаге, сврстане у борбену групу „Баровски” јачине 17.000 људи, уз помоћ мађарске флотиле, која је блокирала прелазе преко Дунава, отпочеле офанзивну акцију (познату као „Велика офанзива”) против Фрушкогорског и Подунавског одреда, укупне јачине око 410 бораца. Након краткотрајних борби, партизанске снаге су успеле да се уз значајне губитке, од 60 мртвих и 9 рањених бораца, извуку из обруча. Током борби страдали су Ђорђе Марковић Ђилас, командант и Станко Пауновић Вељко, политички комесар Штаба НОП одреда Срема, чиме је он престао да постоји.[24][25]

### 25. август
- У селу Трнавац, код Коренице, одлуком Окружног комитета СКОЈ-а за Лику и Оперативног штаба Групе НОП одреда за Лике, формирана Прва женска партизанска чета, која је била састављена од 75 омладинки из Лике. Чета је била формирана по свим војничким принципима и имала је три вода, а политички комесар чете је била Наранча Кончар. Омладинке из чете су најпре похађале једномесечни политички курс, а потом и војну обуку. Прво борбено искуство, омладинке су имале средином октобра 1942. у Перјасици, на Кордуну. Након завршене обуке, Прва женска чета је била расформирана, а омладинке су биле распоређене у батаљоне Друге личке бригаде. Ово је била прва војна јединица састављена од жена-бораца у НОВ и ПОЈ, а поред ње су у Лици биле формиране још четири женске чете. Једна од бораца у Првој женској чети била је Јованка Будисављевић, супруга Јосипа Броза Тита.[1][26]

### 31. август
- На месту званом Стручица, у близини села Раковац, на Фрушкој гори, у току велике немачке-усташке офанзиве, приликом покушаја пробоја из непријатељског обруча страдала група партизана и чланова Штаба НОП одреда Срема. Након што их је открила и окружила немачка патрола, дошло је до сукоба у коме су страдали Ђорђе Марковић Ђилас, командант и Станко Пауновић Вељко (1907—1942), политички комесар Штаба, као и Зенцел Хуњади (1913—1942), познатији као курир Фрања. Душанка Јовичић Нађ и Никола Мојић, који су били са њима, успели су да се спасу бекством. Погибијом Марковића и Пауновића престао је да постоји Штаб НОП одреда Срема. Пауновић је октобра 1943. проглашен за народног хероја.[24][27][28]